# Ipalapa Amuzgo jezik
Ipalapa Amuzgo jezik (ISO 639-3: azm; jnunda), jedan od tri jezika Amuzgo Indijanaca koji se govori u meksičkoj državi Oaxaca nedaleko San Pedro Amuzgosa, selo Santa María Ipalapa. 
940 govornika (2000), od čega 19 monolingualnih. Služe se i španjolskim. Pismo: latinica. Pripada velikoj porodici oto-mangue (otomang)

## Vanjske poveznice
- Ethnologue (14th)
- Ethnologue (15th)